# ЛГБТ в Санкт-Петербурге
Санкт-Петербург, как крупный российский город и бывшая столица Российской империи имеет давнюю историю, связанную с людьми из числа ЛГБТ. В XIX веке в городе среди общественности сложилось относительно терпимое отношение к однополым связям среди знати и царской семьи, также однополый секс оставался частью традиции в общественных банях. Несмотря на наличие статьи о «мужеложестве», на рубеже XIX и XX веков в Петербурге существовали гомосексуальные субкультуры, одна из которых в качестве символа использовала красные галстуки. В Петрограде в период НЭПа существовали гомосексуальные клубы кросдрессеров, которые могли устраивать костюмированные мероприятия, в том числе и на улице. В советский период гомосексуальных людей активно преследовали и репрессировали, что привело к уничтожению сформировавшейся в городе субкультуры, которая начала заново формироваться с 1990-х годов. В 2000-е годы в Петербурге образовалось самое организованное среди всех городов России ЛГБТ-движение и действовали ряд известных организаций, например «Российская ЛГБТ-сеть», ЛГБТ-кинофестиваль «Бок о бок» или правозащитная организация «Выход». Петербург был единственным городом, где несколько лет проводились согласованные с властями гей-прайды. Тем не менее, вместе с усилением гомофобной риторики со стороны российской власти петербургское ЛГБТ-сообщество и движение продолжает всё дальше уходить в подполье.
Исторически до середины XX века речь шла о разрозненных, автономно существовавших друг от друга обществах. Самым важным показателем для формирования тех или иных гомосексуальных и травести-кругов выступала сословная принадлежность. Лесбиянки почти не формировали сообщества, так как женщины были почти полностью отрезаны от общественной жизни в прошлом.

## Ранний период
| Крылья | Тридцать три урода |
| Обложки произведений «Крылья» (Михаила Кузьмина, 1906) и «Тридцать три урода» (Лидии Зиновьевы-Аннибал, 1907). Это — самые первые в истории России произведения, рассказывающие о гомосексуальных и лесбийских отношениях |                    |

Пётр I законодательно запретил «мужеложество» в 1716 году в армии и на флоте. Запрет распространился на гражданское население в 1835 году при царствовании Николая I. В 1866 году было установлено наказание в виде ссылки в Сибирь и лишения гражданских прав и состояния. С точки зрения христианской морали однополые отношения приравнивались к блуду. Строгость наказания нивелировалась редкостью его исполнения, по сути риск понести наказание за однополый секс был значительно ниже, чем, например, в Германии, Франции или Англии. В 1900 году наказание смягчили до заключения в тюрьму до пяти лет и обязательного покаяния для христиан. В начале XX века на фоне либерализации нравов возник дискурс вокруг отмены уголовной статьи о «мужеложестве». Начало XX века на фоне либерализации общественных нравов совпало с расцветом гомосексуальной городской культуры, чьи представители не боялись демонстрировать свою принадлежность на улице.
Несмотря на существование гомофобных законов, нетрадиционные с точки зрения христианской морали отношения были широко распространены среди привилегированных классов, внутри которого устоялось терпимое по меркам того времени отношение к однополой любви. Петербург выделялся на фоне остальных городов Европы своей терпимостью к однополой любви среди знати. Практика гомосексуальных и бисексуальных отношений была распространена среди дворянства и в том числе в царской семье. Например, Анна Леопольдовна состояла в тайных любовных отношениях с фрейлиной Юлианой Менгден. В своём влечении к мужчинам признавался князь Константин Константинович. Представители высшего сословия, столичного купечества и интеллигенция привлекались по статье о «мужеложестве» в исключительно редких случаях, а если и привлекались, то судьи выносили оправдательные приговоры. Женщины высшего общества никогда не привлекались по закону. Существовала негласная традиция временно ссылать в Европу громко отстаивавших свои права министров, царских слуг членов Госсовета, богатых купцов и известных культурных деятелей. Уличённые в однополых связах мужчины из низших сословий имели больший шанс подвергнуться наказанию ссылкой в Сибирь, где они предпочитали оставаться, чтобы не возвращаться в родную деревню.
На рубеже XIX и XX веков однополые отношения были распространены среди художественной богемы. Однополые связи практиковали писательницы Зинаида Гиппиус, Анна Ахматова, Марина Цветаева, композитор Пётр Чайковский. Неизвестно, были ли эти люди гомосексуалами или бисексуалами, так как исторически гомосексуалами называли всех, кто когда-либо был замешан в однополых связях, даже если они также практиковали разнополые связи и состояли в традиционном браке. Однополая любовь или небинарность стали впервые упоминаться в произведениях, связанных с движением декадентства. Однополые связи были распространены среди учащихся и педагогов в стенах Петербургского хореографического училища и до революции, и при СССР.

### Мужская гомосексуальность
Во второй половине XIX века в Санкт-Петербурге сформировались разные гомосексуальные субкультуры. Богатых мужчин, испытывавших влечение к другим мужчинам, называли «тётками».
Слово произошло из французского tante — обозначения мужских секс-работников — и через какое-то время превратилось в обозначение всех гомосексуальных мужчин. «Тётка» — зонтичное определение, обозначавшее богатого мужчину, испытывавшего влечение к любому представителю мужского пола, этим словом обозначали довольно разрозненные и зачастую не имевшие друг к другу отношения гомосексуальные группы. Главным образом тётками называли мужчин, искавших отношений с юношами — секс-работниками, как правило бедняками, учениками подмастерьев, солдатами и матросами. Таким мужчиной, например, был обличённый публицист-консерватор Владимир Мещерский. Определённый круг мужчин, также обозначавшийся как тётки, проработал особый гомосексуальный городской маршрут. Чтобы распознать среди толпы единомышленников, тётки использовали особые жестикуляции и другие невербальные сигналы. Это также могли быть педерасты, искавшие отношения с несовершеннолетними мальчиками. В дореволюционном Петербурге остро стояла проблема с детской секс-работой и секс-торговлей, но в этой теневой части рынка в подавляющем количестве по-прежнему были задействованы девочки и гетеросексуальные мужчины как их клиенты. Тётками также считались феминные мужчины, которые могли наносить косметику, использовать феминные жесты и практиковать кроссдрессинг. Таким образом, слово «тётка» имело несколько основных значений — гомосексуала, женственного мужчину или педераста. Современники воспринимали, как минимум, два первых явления как часть одного. Владимир Руадзе, автор скандального памфлета «К суду!», пытавшийся «обличить» петербургские гомосексуальные круги, ставил знак равенства между всеми тётками и педофилами.
В начале XX века нарастало движение богемной городской гомосексуальной субкультуры, которых можно было узнать по ярко-красным галстукам и также иногда по торчащим красным платкам из кармана. Они были, как правило, идейными декадентами, поддерживали правозащитную деятельность, оспаривали преобладавшую в обществе установку гомосексуальности как болезни или содомского греха и принимали гомосексуальность как часть своей идентичности. О своей принадлежности к гомосексуальной субкультуре открыто заявляли некоторые деятели искусства, например писатель Михаил Кузмин или Сергей Павлович Дягилев, который со своим возлюбленным Дмитрием Философовым и другими единомышленниками основал художественное объединение «Мир искусств».
В Петербурге сосуществовала также субкультура «женоненавистников», состоявшая из солдатов, матросов и учащихся, которая воспевала мужественность и выражала неприятие к женственности среди тёток, но могла воспринимать их как сексуальных партнёров. Среди «женоненавистников» было модно носить официальную форму, воплощавшую маскулинность, это стало удобным прикрытием для формирования отдельного направления гомосексуальной субкультуры. Гомосексуальность в Петербурге также называли «гвардейской болезнью», так как её часто практиковали в гвардейских полках, особенно в лейб-гвардии Преображенском полку, который становился центром скандалов после уличения офицеров в однополых любовных связях.
О гомосексуальности среди более низших слоёв населения известно меньше. На рубеже XIX и XX веков на фоне индустриализации и быстрого прироста населения в Петербург из деревни переезжало множество мужчин, оставлявших свои семьи и формировавших класс пролетариев. Они селились компактно в дурных жилищных условиях. В кругу таких мужчин сохранялись традиционные формы патриархальной солидарности и взаимного контроля, однако даже они не могли поддерживать характерную для деревенской общины принудительную гетеросексуальность. В итоге некоторые мужчины стали выражать свою сексуальность в мужском кругу, зарождая новую городскую гомосексуальную субкультуру с собственной географией, ритуалами и жестами.

#### Гомосексуальный маршрут
Тётки, искавшие любовников и секс-работников, гуляли по избранному маршруту — начиная прогулку на Невском проспекте от Знаменской площади, через Аничков мост и до Публичной библиотеки и «Пассажа». Эти улицы и места стали самым известным и долгоживущим «гомосексуальным маршрутом» в городе. Вечером единомышленники встречались в «Кафе де Пари. Тётки предпочитали гулять по этому маршруту по воскресеньям, занимаясь поиском солдат и мальчиков-подмастерьев, чтобы затем пригласить их в кондитерские или домой. Тётки также искали себе партнёров и секс-работников на выставках и ярмарках в Михайловском манеже, в балаганах на Марсовом поле во время Масленицы. Представители высшего сообщества посещали по средам балетные спектакли в Мариинском театре. Некоторые рестораны в Петербурге были приспособлены под места свиданий с отдельными кабинетами. Например, вечером компании тёток любили посещать ресторан «Палкин» на углу Невского и Владимирского проспектов, где работали сводники, предоставлявшие им в специально на то отведённых кабинетах юношей и солдат. По субботам тётки искали партнёров на набережной Фонтанки, а также около цирка Чинизелли. Для поиска сообщников и секс-работников тётки использовали скрытые сигналы — характерный долгий взгляд или просьбу дать сигарету. Вместе со своими единомышленниками тётки устраивали балы и вечера, куда прибывали мужчины со своими любовниками. Балы могли организовывать вельможи в своих дворцах и виллах. Такие вечера могли заканчиваться групповым сексом.
Тётки, предпочитавшие пассивный секс с мужчинами, искали любовников среди военных. Солдаты и тётки выбирали в качестве основных мест для встречи общественные туалеты. В начале 1880-х годов самым популярным местом сбора тёток и солдат становился Зоологический сад и Конногвардейский бульвар рядом с казармами и манежами полка Конной гвардии и на Знаменской площади.
| |  |  |  |  |
| Тётки выбирали для гуляний определённые городские маршруты. Слева направо — Зоологический сад, «Пассаж», Публичная библиотека на Невском, Цирк Чинизелли, ресторан «Палкин» |  |  |  |  |

### Секс-работники
В отличие от тёток, секс-работники или их любовники могли происходить как из зажиточных, так и из бедных сословий. В своих воспоминаниях писатель Владимир Бурнашев называл любовников тёток «гетерами в панталонах», они чаще всего были кантонистами, форейторами, ремесленными учениками, хористами, писарями и мелкими чиновниками. Их также называли буграми или бардашами. Такие юноши носили канаусовые (шёлковые) рубашки и иногда пудрились и наносили косметику. Они встречали мимо проходящих мужчин томным взглядом, и те могли забирать их в номера трактиров или себе в квартиру. Тем не менее, секс-работники не считались частью гомосексуальной субкультуры, так как сами часто шли на этот промысел ради денежного заработка. Зачастую это были хулиганы, которые искали клиентов-тёток, чтобы позже шантажировать их, угрожая раскрыть общественности их тайные предпочтения. Такие хулиганы на пассаже в 1870-х годах объединились в собственную «Михайловскую банду».
Другая категория секс-работников — молодые солдаты лейб-гвардии, кавалергарды и казаки. Часто они сами осуждали гомосексуальные формы отношений, но были готовы торговать секс-услугами ради денежной выгоды. Солдаты и тётки выбирали в качестве основных мест для встречи общественные туалеты, где тётка ощупывал солдата за несколько двухгривенных, оценивая размер его члена. Если тётка оставался доволен, то занимался с ним сексом за 3-5 рублей. Даже позволяя себя только ощупывать, солдаты могли заработать за один день много денег.

### Бани
Среди низших сословий и россиян, воспитанных в национальных традициях крестьянской общины, была распространена традиция удовлетворять плотские потребности мужчин, старших по возрасту и высших по статусу. Этим занимались ученики или слуги. Такие отношения, однако, нельзя было назвать полноценным аналогом гомосексуальных отношений, так как слуга делал это ради покровительства и материальных благ, это не было принято воспринимать как однополый эрос и их участники по-прежнему считали однополую любовь греховной. 
 Церковь и общественность осуждали это явление, но относились снисходительно, воспринимая это как форму блуда, наравне с мастурбацией или внебрачным сексом. Предоставление секс-услуг клиентам-мужчинам банщиками в мужских банях выступало одной из форм вышеописанной традиции ещё до появления Петербурга и перекочевало в город с того момента, как там появились общественные бани, хотя и традиция начала документироваться только со второй половины XIX века. В городе сформировались замкнутые артели из молодых крестьян по принципу землячества, предоставлявших секс-услуги в банях, за свою работу они брали по рублю с клиента и делили поровну между собой вырученные средства.
К концу XIX века традиционная банная проституция стала вливаться в современную гомосексуальную культуру, и «тётки» с их любовниками сами стали избирать бани своим излюбленным местом отдыха. Многие «тётки» предпочитали ходить к банникам, так как те никогда не начинали шантажировать клиентов. Это вызвало столкновения со сторонниками традиционной маскулинной терпимости, основанной на иерархии в отношении однополого эроса. К концу XIX века Знаменские бани стали рассматриваться как оазис гомосексуального мира, чем привлекали к себе всё большее и зачастую негативное внимание у общественности и журналистов. Клиентом у петербургских банщиков был сам великий князь Константин Константинович. К началу XX века петербургские бани приобрели репутацию мужских борделей. Мужчины занимались сексом в отдельных номерах в банях, секс-услуги предоставляли банщики. Самым известным местом встреч выступали Знаменские бани на Знаменской площади (ныне площадь Восстания). Когда бани посещал представитель знати или постоянный клиент, к нему подходил банщик, перечисляя доступных для услуги банщиков заведения или демонстрируя их фотографии. Банщики в ожидании клиентов сидели в номерах.
Гомосексуальная банная традиция после революции на короткое время возродилась в период НЭПа, но была разрушена при советском режиме вместе с изменением формата общественных бань, ориентированных на самообслуживание, хотя и сохранялась остаточно, когда мужчины-посетители бани могли по личному договору заниматься платным сексом.

### Лесбийские отношения
О женской гомосексуальной культуре известно гораздо меньше, чем о мужской. Женщины из-за традиций тех времён, в отличие от мужчин, имели меньше доступа к публичной жизни и не имели возможности сформировать собственную лесбийскую субкультуру. Лесбиянство, в отличие от гомосексуальности, не преследовалось, так как женщины не рассматривались, как полноправные половые субъекты и потому, что церковь традиционно осуждала мужские однополые связи, а не женские. Малый интерес к лесбиянкам является и причиной куда более малой информации о них, нежели о мужских гомосексуалах.
Значительная часть сохранившейся и отрывочной информации исходит из записей психиатров. Например, известно, что женщины, искавшие отношения с другими женщинами, использовали скрытый язык жестов для того, чтобы узнать «своих». В отличие от мужчин, лесбиянки стремились тщательно скрывать свои предпочтения от общественности и не брали под свой контроль общественные места. Лесбиянки образовывали «круги» со своими единомышленницами, внутри которого могли свободно практиковать любовные отношения. Известно о существовании скрытых лесбийских кружков царистской интеллигенции.
Практиковать однополую любовь позволяли себе богатые женщины, имевшие возможность вести тот образ жизни, который считали правильным. Однополую любовь практиковали, как правило, женщины, наделённые властью — дворянки, помещицы с образованием или финансовыми возможностями. Все эти женщины были замужем и имели детей, традиционная семья выступала важным способом для сокрытия прибежища однополых отношений. По этой же причине для лесбиянки было нормально иметь при себе мужа и создавать видимость того, что она его любит, и среди лесбиянок не было принято ревновать к мужьям любовниц, понимая, что под «любовью» к мужу кроется чувство долга и сострадания. Если семья подрастающей девочки знала о её предпочтениях или, например, об интересе к мужской одежде и развлечениям, они могли достаточно терпимо относиться к этому, однако заставляли выходить замуж при наступлении совершеннолетия. Когда девушки сопротивлялись этому, то их направляли на «лечение» к психиатрам, из чьих отчётов и сохранились до наших дней многие данные о лесбиянках.
Лесбиянство эксплуатировалось литераторами как «экзотический спектакль» для мужчин, где лесбиянки также ассоциировались с замкнутым миром без социальных ролей и декадентством. Известно, что любовные отношения между девушками возникали в женских гимназиях и институтах. Общество и законодательство относилось к лесбиянкам гораздо толерантнее, чем к геям, и они, в отличие от мужчин, никогда не привлекались по статье о мужеложестве, так как технически лесбийские отношения таковыми не считались. Несмотря на скрытость, в городе свою деятельность вели несколько общественных деятельниц и открытых лесбиянок, например, Анна Евреинова вместе со своей возлюбленной Марией Фёдоровой редактировала литературный журнал «Северный вестник», где обсуждала проблемы, связанные с правами женщин. Также в Петербурге публиковала свои стихи поэтесса Поликсена Соловьёва, не скрывавшая своих любовных отношений с женщиной. Другая русская писательница Лидия Дмитриевна Зиновьева-Аннибал опубликовала первую в России лесбийскую повесть «Тридцать три урода», вызвавшую общественный скандал, чей тираж был затем арестован.
Что касается женщин из низших сословий, некоторые медицинские отчёты рубежа XIX—XX веков сообщали о наличии любовных отношений среди женщин, отбывавших тюремный срок. Также это было частым явлением у петербургских секс-работниц, некоторые из петербургских легальных публичных домов старого образца сформировали почву для женского гомосоциального пространства. Хозяйкам борделей это нравилось, так как такие женщины меньше привязывались к мужчинам-клиентам. Состоявшие в отношениях секс-работницы назывались «кошками». Часто такие отношения имели форму наставничества, когда старшая секс-работница опекала и обучала новенькую. Секс-работницы отправляли любовные письма своим любовницам, лечащимся в больницах. Клиентами секс-работниц могли становиться богатые женщины. В 1880-е годы сформировалась лесбийская культура, игнорировавшая классовое деление и избравшая публичные дома местами своих тайных встреч.

### Небинарные люди
Проблема исследования небинарности и трансгендерности в дореволюционную эпоху связана с тем, что современники воспринимали её в неразрывном контексте с мужской или женской гомосексуальностью, и небинарные личности по умолчанию упоминались как гомосексуалы или лесбиянки. И, наоборот, уличённых в гомосексуальных отношениях людей особенно крестьяне были склонны причислять к интерсекс, даже если они таковыми не являлись.
Для женщин, стремившихся принять мужскую социальную роль и вести мужской образ жизни, использовалось определение принятия «мужского пасса», их также называли женщинами с мужским пассом. При этом общество относилось терпимо к ним и их деятельности, традиционно доступной только мужчинам, например военной карьере. Мужской пасс в ряде случаев выступал единственным способом завоевать недоступную женщине власть и общественный статус. Современники сообщали о существовании в Петербурге «женщин» из высших сословий, посещавших секс-работниц, одевавшихся в мужские костюмы и развлекавшихся как мужчины. После революции на фоне женской эмансипации появились женщины, не стеснявшиеся демонстрировать свою мужеподобность или принимавшие мужскую гендерную идентичность, мужское имя. Они не обязательно испытывали влечение к другим женщинам.
Женщины с «мужским пассом» могли, например, отказываться носить женскую одежду, даже если это создавало для них лишние жизненные преграды. При этом задолго до введения самой концепции трансгендерности в истории Петербурга встречались люди, которых по основным признакам можно было считать трансгендерными, например, «кавалерист-девица» Надежда Ду́рова, который выдавал себя за биологического мужчину, в случае известности биологического пола требовал обращение к себе в мужском роде и по имени Алекса́ндр Алекса́ндров.
Восприятие женственных мужчин было гораздо хуже, чем мужественных женщин, так как в патриархальном обществе отказ мужчины от мужественности означал нанесение непоправимого вреда его репутации. Тем не менее, развитие культуры небинарности среди мужчин стало возможным в условиях развития гомосексуальной субкультуры в дореволюционном Петербурге и замкнутого общества, связанного с мужской секс-торговлей. Например, некоторые сводники или содержатели мужских притонов могли использовать женские псевдонимы, заниматься кроссдрессингом и организовывать костюмированные балы.
В Петербурге всех гомосексуальных мужчин называли «тётками». Этим словом также обозначали выраженно женственных мужчин, которые могли наносить косметику и использовать феминные жесты. По этой же причине само слово «тётка» в коннотации современников также часто означало яркого эпатажного и женственного гомосексуала, аналогично «queen» в английском ЛГБТ-сленге. Многие тётки облачались в женские костюмы на закрытых вечеринках, они также могли использовать женские имена в пределах кружков и покупали для себя женские предметы обихода. Некоторые тётки завели традицию собираться у цирка Чинизелли облачёнными в женские наряды — костюмы баронесс, графинь и крестьянок. В то же время в Петербургских театрах стала формироваться культура травести, тесно связанная с гомосексуальной субкультурой. Актёров и артистов балета, игравших женщин называли «женскими имперсонаторами». Среди них были звёзды. Имперсонаторы часто выступали на закрытых костюмированных вечеринках. Женственный облик себе также придавали секс-работники, искавшие отношений с гомосексуальными мужчинами. Такие юноши носили канаусовые, шёлковые рубашки и иногда пудрились и наносили косметику.

## Петроград
В ранний период существования советской власти отсутствовало уголовное наказание за мужеложество, в том числе из-за отсутствия единого мнения по этому вопросу у советских идеологов, среди которых были сторонники эмансипации, в том числе и выступавшие за пpава гомосексуальных людей. Стремление большевиков избавиться от традиционного уклада, навязываемого христианской моралью, предполагало и терпимое отношение к гомосексуальности. Противники же парировали тем, что мужская гомосексуальность должна быть запрещена как традиционный пережиток царской России или придумывали другие оправдания, например обвиняя всех геев в безнравственности и приверженности контрреволюционным идеям. Гомосексуалов преследовали на бытовой почве, часто увольняли с работы, избивали и шантажировали.
До революции однополые отношения были возможны во многом за счёт рыночной экономики и коммерциализации, например, клиентам было позволено за денежную плату уединяться с секс-работником в кабине ресторана или бани. Новое советское руководство сильно ограничило такие условия. Гомосексуальная субкультура сильно изменилась в новых условиях и переместилась в приватные пространства. В качестве мест для новых знакомств геи выбирали общественные туалеты, бульвары и парки.
Гомосексуальные мужчины организовывали литературные и художественные салоны, устраивали вечеринки и костюмированные свадьбы. Во время вечеринок устраивалась летучая почта, где мужчины могли отправлять друг другу записки с признанием в симпатии. На таких мероприятиях было принято приглашать «женских имперсонаторов», мужчин-артистов, изображавших женщин. Некоторые мужчины использовали женские имена в пределах кружков и покупали для себя женские предметы. Для гей-вечеринок была свойственна ностальгия по дореволюционной эпохе, как самой благоприятной, её участники стремились одеваться по дореволюционной моде.
Как наследие дореволюционного сословного разделения, гомосексуальные мужчины сформировали два гей-сообщества, чьи представители практически не пересекались между собой. «Аристократы» происходили их семей чиновников, офицеров царской армии и флота, были также представителями творческой интеллигенции. «Простые» состояли из солдат, матросов и конторщиков. Аристократы не принимали их в своих салонах. Под сословные ограничения не попадали женские имперсонаторы. «Простые» предпочитали заводить новые знакомства на территории бывшего манежа полка Конной гвардии, когда-то тут сексуальные услуги искали «тётки» — богатые гомосексуальные мужчины, — но после Первой мировой и революции гомосексуальные солдаты заложили традицию устраивать знакомства и находить секс-услуги. Эта традиция сохранится до 1930-х годов.
Некоторые гомосексуалы Петрограда подражали моде немецких травести, в частности звезде берлинского клуба «Эльдорадо» Ханзи Штурм. Некоторые представители гей-сообщества, несмотря на угрозы и бытовую дискриминацию, имели смелость ходить в женской одежде и корсетах, отращивать волосы и в целом выглядеть как женщины. Тогда ещё не существовало культуры трендсеттеринга, которая в своей современной форме сформировалась на Западе в конце XX века. Если раньше наличие макияжа у мужчины подразумевало принадлежность к гомосексуальной субкультуре, то в 1920-е годы макияж стал частью уличной моды среди мужчин, которые подражали внешности актёров немого кино, это создавало условия меньшего риска для красившихся мужчин, стремившихся к женственности. Несмотря на вышеописанное, бедная жизнь после лишений гражданской войны не позволила петроградскому гей-сообществу сформировать собственный «арго», как во Британии или Франции. В Петрограде в 1920-е годы организовывались постановочные костюмированные свадьбы, одна из которых состоялась на Офицерской улице.
Партийцы, придерживавшиеся гомофобных взглядов, стремились устраивать облавы на организаторов костюмированных вечеринок и привлекать их по статье о контрреволюции. Самый громкий случай был связан с партийцем Афанасием Шауром, внедрившимся в гей-сообщество и организовавшим в 1921 году костюмированную свадьбу, чтобы подставить всех его участников, обвинить в якобы контрреволюционной деятельности и попытке разложить Красную армию. Это уголовное дело закрыли. Несмотря на удачный исход для участников «Шауровской» свадьбы, это оказало сильное влияние на укрепление и принятие гомофобной риторики в советской власти, которая усиливалась с каждым годом и оказывала всё большее давление на гей-сообщества. В 1933 году была организована массовая облава и посадка 175 представителей гей-сообществ под предлогом в обвинении в фашизме, контрреволюции и «моральном разложении Красной армии». В 1934 году в Уголовном кодексе появилась статья о мужеложстве.
В 1920-е годы стала зарождаться лесбийская субкультура, чьи представительницы носили строгие костюмы с галстуками, мужскими жакетами и юбками, обшитыми каймой ниже колен. Такой фасон стал городским кодом, сигнализировавшим о предпочтениях этих женщин. Это стало возможным в условиях маскулинизации женского образа в раннесоветской пропаганде, продвигавшей идею равноправия полов. Мода на сильную, независимую и маскулинную женщину создала благоприятные условия для буч-лесбиянок, позволяя раскрыть себя городской общественности. Такие женщины использовали маскулинный дресс-код и с помощью него распознавали единомышленниц и находили любовниц. Сторонники советской идеологии относились к таким женщинам терпимо, рассматривая их как часть революционного социального ландшафта вплоть до 1930-х годов, когда началась реконструкция традиционной феминности. Гомосексуальные женщины, не знавшие о самой концепции лесбиянства, могли намеренно стремиться выглядеть как можно маскулиннее и даже принять мужской гендер, подделывая документы, полагая, что это избавит их от преграды в поисках отношений с женщинами. В отличие от гомосексуальных мужчин, лесбиянки не организовывали закрытые вечеринки, кружки и не брали под контроль общественные места, демонстрация своих маскулизированных образов общественности выступала для них главным способом самовыражения.

## Ленинград
Традиционалистский откат в советской идеологии с 1930-х годов положил начало риторике о недопустимости гомосексуальности, как оскорбления мужской чести. Такая риторика сложилась в том числе и под влиянием схожей гомофобной риторики в странах Запада того времени. Это также было связано с пропагандой идеи того, что гомосексуалы якобы являются приверженцами контрреволюционных, национал-социалистических идей и шпионами, поэтому гомосексуалов необходимо подавлять и изгонять. Уличённые в однополых отношениях мужчины становились жертвами сталинских репрессий. Пропаганда принудительной гетеросексуальности и «традиционных» семейных отношений стала частью государственной идеологии. О гомосексуальности было запрещено говорить вплоть до перестройки, по этой причине о ней сохранилось крайне мало данных, в том числе и в Ленинграде. В сталинском Ленинграде сохранялись тайные гомосексуальные литературные салоны, чьими членами, были, например Вагинов, Юркун, Кузьмин.
Даже после смерти Сталина в Ленинграде и других городах СССР велось систематическое преследование лиц, уличённых в однополых отношениях. Таких людей чаще всего раскрывали доносчики — часто это были соседи в коммунальных квартирах, где было крайне сложно сохранять личное пространство. По статье о мужеложестве привлекали почти всегда пассивных гомосексуалов, активные же, наоборот, могли выступать заявителями и свидетелями в суде. Пребывание значительной части населения в тюрьмах и трудовых лагерях на протяжении предыдущих десятилетий способствовало внедрению тюремной иерархии в бытовую культуру, в том числе и идею того, что практикующие пассивный секс мужчины относятся к низшей касте опущенных. Приговорённых лишали свободы. Женщин же чаще отправляли на психиатрическое «лечение». Женская гомосексуальность не осуждалась так явно, как мужская, но тоже оставалась табуированной. Даже на фоне постепенной либерализации советского режима преследование пассивных геев и количество приговоров за «мужеложество» возрастало с каждым десятилетием.
Гомосексуальные мужчины в Ленинграде в качестве мест для новых встреч использовали общественные туалеты у Аничкова дворца и рядом с цирком Чинизелли. Это было связано ещё со старой дореволюционной традицией гомосексуальных встреч в этих двух местах. Когда советская власть устранила коммерческие точки для тайного свидания, единственными сохранившимися местами для свидания остались общественные туалеты. Это породило так называемую культуру туалетов. Известно, что в середине XX века некоторые военные и матросы в Ленинграде сохраняли привычку торговать секс-услугами с другими мужчинами за небольшую денежную плату.
В 1970-х годах в Ленинграде группа юристов подготовила проект по декриминализации «мужеложства», но он не был утверждён. Также в 1970-е годы тема ЛГБТ впервые за десятилетия упоминается в средствах массовой информации, хоть и в негативной коннотации. Из рассказов феминистки Ольги Липовской, в 1970-е годы в Ленинграде геи в качестве места встречи выбирали Екатерининский садик, а лесбиянки — площадь у «подковы» перед Казанским собором.
Вместе с началом перестройки и ослаблением цензуры тема ЛГБТ стала снова активно обсуждаться, хоть и почти всегда в негативном ключе. Новая гомосексуальная субкультура стала зарождаться в Ленинграде в условиях расцвета неформальных субкультур и диссидентского движения. На этот период также пришёлся самый пик уголовного преследования гомосексуальных людей за весь советский период. В это время стали появляться правозащитные организации, их основной дискурс, помимо декриминализации и прекращения преследования геев, был связан с проблемой распространения СПИДа — условия, в которые государство вогнало геев, только способствовали скорейшему распространению болезни. ЛГБТ-активисты сыграли важную роль в информировании населения Ленинграда о рисках, связанных с распространением ВИЧ. С 1983 по 1986 год в Ленинграде действовала правозащитная организация «Голубая лаборатория», которая переводила тематическую иностранную литературу и распространяла как самиздат. Именно их члены сумели донести до западной общественности весть о бедственном положении ЛГБТ в СССР. Другой известной организацией были «Крылья», продвигавшие отмену криминализации мужской гомосексуальности. Незадолго до распада СССР в городе прошла первая конференция, касавшаяся здоровья гомосексуальных мужчин и проблем, связанных с ВИЧ.

## Новейшее время
Декриминализация гомосексуальных отношений была принята в России из-за стремления страны наладить отношения с международными организациями. В 1990-е годы в Петербурге организовывались семинары, посвящённые рискам заражения СПИДом, эта тема была особенно актуальной для гомосексуальных мужчин как одной из наиболее уязвимых групп для распространения болезни. В 1990-е годы в Петербурге сформировалась лесбийская субкультура, чьи представительницы посещали определённые места для тусовок — дискотеки  «Грешники» и «Каприз», в которых раз в неделю организовывались вечеринки только для женщин. У представительниц сообщества не было уникальных внешних характеристик за исключением того, что часть лесбиянок одевалась выраженно мужественно, но они использовали собственный сленг и скрытые знаки общения. В 1998 году начала действовать правозащитная организация «Лабрис».
2000-е годы и начало 2010-х годов стали эпохой оттепели общественных нравов. В Петербурге начали работать несколько крупнейших в России правозащитных организаций, в частности «Российская ЛГБТ-сеть», ЛГБТ-кинофестиваль «Бок о Бок» и правозащитная организация «Выход». Эти организации поддерживались западными фондами и ЛГБТ-организациями. Для Петербурга это была уникальная ситуация, так как в Москве, например, подобные инициативы провоцировали скандалы, в Петербурге же ЛГБТ-активисты сталкивались с меньшим сопротивлением. На этом фоне Петербург стал столицей ЛГБТ-активизма. Здесь в течение четырёх лет организовывался первый согласованный с властями гей-прайд.
По данным комитета по здравоохранению Петербурга, в 2020 году в городе проживало 10,5 тысяч гомосексуальных мужчин. Согласно опросу, проведённому независимым агентством Zoom Market, Санкт-Петербург занял первое место среди 20 крупнейших городов России, где население наиболее терпимо относится к гомосексуальным, бисексуальным и трансгендерным людям. Аналогичный опрос, проведённый в 2023 году организацией «Выход» и фондом «Сфера», показал, что общественность в Петербурге оказалась самой толерантной в России, например, среди опрошенных представителей ЛГБТ 57 % сообщили о преимущественно дружественном окружении, что было лучшим показателем среди российских городов.
Когда в 2010-е годы правительство стало отходить от европейских конвенций, то взяло курс на откат всех достижений, достигнутых в России в области прав ЛГБТ, стремясь вернуть этих людей в то же положение, что и до эпохи перестройки. Тем не менее, общество за 20 лет приняло декриминализацию однополых отношений как норму. Увеличение политического влияния среди религиозных фундаменталистов привело к усиленному преследованию представителей ЛГБТ, активисты инициировали ограничение прав гомосексуальных людей, вмешательство в личную жизнь и цензуру художественных произведений. Именно в Петербурге в 2012 году был инициирован закон о запрете «гей-пропаганды» среди несовершеннолетних. Инициатором законопроекта был Виталий Милонов, он же ярый противник ЛГБТ, который пытался разгонять петербургские гей-прайды. Принятие антигейского закона и гомофобная риторика властей привели к росту физического насилия, шантажа, травли, незаконных увольнений и попыток ограничить родительские права ЛГБТ-людей.
В 2014 году резонансным событием стала свадьба Ирины и Алёны Шумиловых, признанная самым первым ЛГБТ-браком не только в Петербурге, но и в истории России. Официальная регистрация стала возможной потому, что одна из невест Ирина Шумилова — трансгендерная женщина и в документах числилась мужчиной, что технически делало этот брак возможным на фоне запрета однополых браков.
Несмотря на усиление гомофобной риторики, в Петербурге в 2020 году продолжали работать тематические заведения для представителей ЛГБТ — гей-, лесби-клубы, заведения с приставкой «квир». Например, это старейший гей-клуб «Кабаре», единственный для лесбиянок клуб «Триэль» или гей-клуб «Малевич» с местными травести-звёздами. В гей-клубах могут организовываться травести-вечеринки. В городе организуются элитные гей-вечеринки, под которые арендуются дворцы и особняки и чьими посетителями являются, например, Клава Кока и Рената Литвинова.
Вместе с усилением преследования ЛГБТ тематические заведения стали перемещаться в спальные районы дальше от центра, у них нет вывесок. Для обозначения ЛГБТ-заведения используются скрытые символы, например, расположенные напротив розовые урны. В городе также устраивают квир-вечеринки Womansbeat. Тем не менее большинство ЛГБТ-мероприятий проводятся в глубоком подполье, посетители не могут себе позволить совершить каминг-аут из-за страха преследования, в том числе и со стороны правоохранительных органов. Незадолго до ужесточения закона о «гей-пропаганде» в Петербурге на пять дней была открыта первая в истории России выставка на тему ЛГБТ. В 2016 году в социальной сети ВКонтакте были активны три крупных петербургских ЛГБТ-сообщества, для чьих членов была свойственна особая сплочённость.
После признания ЛГБТ-движения экстремистской организацией в 2023 году, был вынужден закрыться один из старейших и популярнейших гей-клубов «Центральная станция».